# Trnovec, Sevnica
Trnovec este o localitate din comuna Sevnica, Slovenia, cu o populație de 140 de locuitori.